# Voorburg
Voorburg és una ciutat del municipi de Leidschendam-Voorburg, a la província d'Holanda del Sud, a l'oest dels Països Baixos. Voorburg fou un municipi independent fins a la reestructuració de municipis neerlandesos de l'any 2002, quan es va fusionar amb Leidschendam. L'1 de gener de 2017 tenia 39.640 habitants.

## Persones il·lustres
- Dylan van Baarle, ciclista